# Venus fra Willendorf
 For alternative betydninger, se Venus. (Se også artikler, som begynder med Venus)
Venus fra Willendorf også kendt som Kvinden fra Willendorf er en 11,1 cm høj figur af en kvinde. Den blev opdaget i 1908 ved en palæolitisk boplads i nærheden af Willendorf i Østrig af arkæologen Josef Szombathy. Den er skåret af en oolitisk limsten, der er efter Gerhard Webers undersøgelser kommer fra Sega di Ala i Norditalien, 550 km væk fra fundstedet. Den er bemalet med rød okker.
Efter en analyse af stratigrafien af pladsen i 1990 er figuren udskåret for 22.000 til 24.000 år siden. Meget lidt er kendt om dens oprindelse, udskæring eller kulturelle betydning.
Figuren viser en fed kvinde med fremtrædende vulva, bryster og "forklæde", hængende mave. Det tyder på en stærk forbindelse til fertilitet. Hendes små arme er foldet over brystet, og hendes ansigt kan ikke ses, fordi hovedet er dækket af, hvad der kan være fletninger, øjne eller en hovedbeklædning.
Navnet, der leder tanken hen på det klassiske billede af "Venus", skabte en del modstand i beskrivelserne. Christoffer Witcombe udtrykker det: "De ironiske betegnelser for disse kvindelige figurer som "Venuser" bekræfter på belejlig vis visse af datidens formodninger om det primitive, om kvinder og om smag" . Samtidig er der en professionel modvilje mod at identificere hende som en Moder Jord-gudinde fra det palæolitiske Europa. Nogen foreslår, at hendes korpulence repræsenterer en høj status i et jæger-samler-samfund, og at hun ud over sin åbenlyse fertilitet også kan være symbol på sikkerhed og succes.
Figuren kan ikke stå selv, men kan ligge eller er beregnet til at blive holdt i stedet for blot at blive betragtet. Nogle arkæologer har kaldt den en amulet i stedet for en Modergudinde. Andre nævner som en mulighed, at den er beregnet til at blive indført vaginalt, muligvis som en fertilitetsamulet.
Venus af Willendorf er en del af samlingen ved Naturhistorisches Museum i Wien.
Der er senere fundet mange lignende statuetter. De bliver under ét kaldt Venus-figurer.

## Eksterne kilder
- Wikimedia Commons har flere filer relateret til Venus fra Willendorf
- Christopher L. C. E. Witcombe, "Women in Prehistory:Venus of Willendorf" Arkiveret 3. april 2004 hos  Wayback Machine (engelsk).

47°47′00″N 16°03′00″Ø / 47.7833°N 16.05°Ø